# الشجرة (الخرطوم)
الشجرة حي يقع في جنوب عاصمة السودان الخرطوم وتشمل أربعة مناطق هي: حي الري المصري والحماداب وقشلاق المدرعات وأخيراً الشجرة والتي سميت باسمها اقسام المنطقة جميعها.

## معنى التسمية
هنالك عدة روايات حول تسمية المنطقة بهذا الاسم وحسب الرواية الأولى يعود الاسم إلى شجرة كبيرة كانت قائمة في المنطقة وعرفت باسم «شجرة محو بيك» حكمدارالسودان في العهد التركي بالسودان لأنها نبتت في المكان الذي نصب فيه محو بك خيمته. وظلت المنطقة تعرف بشجرة محو بيك حتى سقوط الدولة المهديةفي السودان، وابان فترة الحكم الثنائي لذي خلف دولة المهدية نسبت الشجرة إلى غوردون باشا حاكم عام السودان (1877-1879م) باعتباره أنه هو من زرعها ورعاها حتى كبرت ومن ثم اطلق الناس عليها اسمه. وهناك من يقول إن غوردون اقام بها معسكرا بها ولذلك سميت باسمه. كذلك قيل أن لإمام المهدي اتخذ منها معسكراً له. ولقد تراجع الآن إسم محو بك وغوردون باشا ويطلق الناس عليها إسم الشجرة فقط. وكان يطلق عليها أحيانا اسم «شجرة الماحي» وهو مفتش ري مصري بدرجة بك يقال أنه كان يجلس تحتها كلما أراد أن يبحث تسوية مسألة تعويضات السكان الذين تقرر ترحيلهم من المنطقة لتشييد مركز اداري لهيئةالري المصري بالشجرة. وأما الرواية الثانية فتذهب إلى أن الاسم الحقيقي للمنطقة هو «شجرة النقارة»، لأن الناس كانو يتجمعون تحتها ويدقون على النقارة وهي طبول تقليدية موطنها الأصلي غرب السودان ويقيمون فيها المهرجانات القبلية.
وتقول الرواية الثالثة بأن اسم الشجرة أصلاً هو «شجرة أم عش» وسميت كذلك لأنها كانت تضم أعشاش كثيرة للطيورالمهاجرة.

## التاريخ
يعود تاريخ منطقة الشجرة كتجمع سكني إلى ما قبل مائة عام. وكانت تتكون من أراضي زراعية مملوكة لمزارعين أتوا من شمال السودان وبالتحديد من مناطق دنقلا ووادي حلفا ومروي وكريمة، خاصة عرب الحماداب الذين كانوا يقيمون على شريط بطول مجرى نهر النيل الأبيض لا يتعدى أربعة كيلو متر (2.485 ميل) ممتدا من الشمال إلى الجنوب. وفي العام 1932 م، تم تخطيطها عمرانياً وجرى توزيع قطع أراضٍ على معظم السكان. وفي اربعينيات القرن الماضي شيد الإنجليز فيها مهبطاً للطائرات لنقل المواد الغذائية والمؤن لجيوش الحلفاء في المنطقة اثناء الحرب العالمية الثانية. وورد اسم الشجرة في كتاب المؤرخ اللبناني نعوم شقير:«جغرافية وتاريخ السودان الحديث»، عندما تحدث عن حكمدار السودان محو بك (سنة 1826م) وأعماله العمرانية في الخرطوم خاصة في منطقة الشجرة.
وفي عهد التركية السابقة اختارت الحكومة المصرية منطقةالشجرة لتكون موقعاَ تُقاس منه مستويات مياه النيل، وبعثت إلى السودان مفتش ري مصري بدرجة بك يسمى الماحي بك وهو سر تسمية الشجرة أحيانا باسم شجرة الماحي كما تقدم ذكره.

## الري المصري
هو احد اقسام حي الشجرة ويشمل منطقة السرايات والتي كان يقطنها كبار مفتشي الري وتنتشر من شمالها إلى الجنوب منازل الموظفين المصريين وفي غربها منازل العمال وكانت تعرف بالعنابر وإلى جانبها تقع ورش اعمال الحدادة والخراطة والتشييد والإستراحة والنادي ومرسَى البواخر. وإلى جانب الري المصري يوجد حلة الغفرا (الخفر) وحلة البقارة وهي اقسام صغيرة كانت تشكل نواة قرية الشجرة القديمة. وتوجد بالحي عدة معالم الاثرية يعود تاريخها للعقد الأول من القرن الماضي. ومن بينها منازل السكان القدامى الذين اقاموا بالمنطقة منذ سنة 1880م أي قبل الثورة المهدية، ومسجد الري المصري الذي يعود تأسيسه إلى أربعينات القرن الماضي.

### المدرعات
معسكر المدرعات التابع للقوات المسلحة السودانية ويضم قيادة سلاح المدرعات وثكنة قوات المدرعات (القشلاق كما تسمى) هو أهم اقسام الشجرة وابرز معالمها. وتقدر مساحته بعشرة كيلومتر (6.213 ميل) تقريباً، ويعتبر منطقة عسكرية تاريخية فهو يضم إلى جانب سلاح المدرّعات، مصنع الذخيرة ومصنع اليرموك الذي قصفته إسرائيل في أكتوبر/ تشرين الأول 2012م تحت مزاعم تصنيع أسلحة للتهريب إلى حماس وحزب الله. كما يُعَـد سلاح المدرعات العمود الفقري للجيش السوداني وقوة الصد الأساسية بفصائل القوات المسلحة السودانية.وترابط فيه مئات الدبابات والمدافع الضخمة، بعضها محلية الصنع من إنتاج التصنيع الحربي وقوة عسكرية تتكون من عدة ألوية، منها الوية دبابات، و مشاة، ومصفحات خفيفة.

## الموقع
تقع الشجرة في المنطقة الجنوبية من الخرطوم على ارتفاع 385.33 متر(1264.21 قدم) فوق مستوى سطح البحر، بين خط العرض 15.5373 شرق وخط الطول 32.4939 شمال 

## المناخ
يسود الشجرة مناخ صحراوي شبه استوائي (التصنيف BWh) وتبلغ درجة الحرارة السنوية للمنطقة 32.74 درجة مئوية (90.93 درجة فهرنهايت ) وهي أعلى بنسبة 2.7٪ من متوسط درجات الحرارة في السودان. تتلقى الشجرة عادةً حوالي 14.62 مليمتر (0.58 بوصة) من الأمطار ولديها 31.76 يومًا ممطرًا في السنة.

## الإدارة
تعد الشجرة وحدة ادارية تابعة لمحلية الخرطوم.

## الخدمات
توجد في الشجرة 5 مراكز صحية و3 مراكز شرطة لبسط الأمن وسوقاً كبيرة.

## أندية كرة القدم
توجد في الشجرة عدة اندية رياضية لكرة القدم وروابط اجتماعية تربط بين سكان حي الشجرة والحماداب. ومن الفرق الرياضية:
- الدينمو (فريق حي الشجرة)
- الهدف (الحماداب)
- مايو (ظهر في سبعينات القرن الماضي بحي جامع نور الدايم)
- هلال الشجرة
- السلام
- الكفاح
- الزهرة
- الأهلي
- الأخوة

ومن أميز اللاعبين الذين مروا على تلك الفرق الحارس مرجان الذي لعب لفريق حي العرب ببورتسودان، واللاعب نصر الله، وأولاد كباتا، والنور الذي لعب في فريق الموردة الأمدرماني. ومن ملاعب الشجرة ميدان الري المصري و ملعب شمال نادي الزهرة وميدان غرب خط السكة حديد ثم أخيراً ميدان الرابطة.

## النقل
نظراَ لموقعها الاسترتيجي في الأطراف الجنوبية للخرطوم ترتبط الشجرة بشبكة طرق مع العاصمة الحرطوم وما جاورها من مدن واصقاع . ولا يوجد فيها مطار مدني، واقرب المطارات إليها هو مطار الخرطوم الدولي ورمزه في منظمة اياتا هو KRT وفي منطمة ايكاو هو HSSS

## المناطق القريبة من الشجرة
| المنطقة     | المسافة بالكيلومتر | المسافة بالميل |
| ----------- | ------------------ | -------------- |
| اللاماب     | 0.4                | 0.3            |
| الدباسين    | 1.2                | 0.8            |
| ود عجيب     | 2.6                | 1.6            |
| الرميلة     | 3.8                | 2.4            |
| القوز       | 4.1                | 2.5            |
| وسط الخرطوم | 4.4                | 2.8            |